# تسک کلاه‌حنایی
تِسِک کلاه‌حنایی (نام علمی: Tesia everetti) نام یک گونه از سرده تسک‌ها است.